# Prioneris autothisbe
Prioneris autothisbe är en fjärilsart som först beskrevs av Jacob Hübner 1816.  Prioneris autothisbe ingår i släktet Prioneris och familjen vitfjärilar. Inga underarter finns listade i Catalogue of Life.